# Diastictis fracturalis
Diastictis fracturalis là một loài bướm đêm trong họ Crambidae.